# Escoto-canadienses
Los escoto-canadienses o canadienses escoceses son los canadienses de ascendencia y herencia escocesa. Conforman el tercer grupo étnico más numeroso en Canadá y están entre los primeros europeos que colonizaron el país, por lo que han contribuido bastante en la cultura canadiense desde tiempos coloniales. Según el censo de 2011, los canadienses que afirmaron tener ascendencia total o parcial escocesa son 4.714.970, es decir, el 15,1% de la población total canadiense.

## Colonización escocesa de Canadá
La presencia escocesa en Canadá data de varios siglos atrás. Muchas ciudades, ríos y montañas tienen nombres en honor a exploradores y comerciantes escoceses como la bahía Mackenzie en Yukón (llamado así por Alexander MacKenzie), o localidades escocesas como Calgary (igual que una aldea de Escocia). Lo más notorio es el nombre de la provincia atlántica de Nueva Escocia (Nova Scotia en inglés). Si antaño los escoceses eran conocidos como notables exploradores y soldados, en tiempos modernos juegan un rol importante en la historia canadiense, destacando en política, la banca y sindicatos.
La primera fuente donde se da una referencia a escoceses en lo que sería Canadá viene de la Saga de Erik el Rojo y la expedición vikinga a Vinlandia en el año 1010, territorio que se cree que era la isla de Terranova. El príncipe vikingo Thorfinn Karlsefni llevó dos esclavos escoceses a Vinlandia. Cuando los drakkars atracaban en las costas, los vikingos enviaban esclavos a tierra a correr a lo largo del litoral para comprobar si era seguro seguir para el resto de la tripulación. Si los escoceses sobrevivían un día sin ser atacados por algún animal o ser humano, los vikingos consideraban que era seguro pasar la noche en tierra. Esta expedición fue abandonada tres años después; las sagas donde se cuenta todo esto se transmitieron como tradición oral hasta ser escritas 250 años después.
En 1398 un capitán llamado Zichmni, quien se cree que era Henry I Sinclair, earl (conde) de las Orcadas, viajó también a la zona atlántica de lo que sería Canadá y Nueva Inglaterra, aunque esto se trataría más bien de un viaje apócrifo.

### Nueva Escocia
Los primeros intentos de atraer colonos escoceses a Canadá comenzaron en 1622, cuando Sir William Alexander obtuvo permiso del rey Jacobo VI de Escocia (Jacobo I de Inglaterra) para establecer una "nueva Escocia". Sin embargo, fueron pocas las familias escocesas que se establecieron en Canadá hasta la conquista de Nueva Francia en 1759. Aquellos pocos que se fueron a Canadá eran escoceses perseguidos luego de los fallidos levantamientos jacobitas en Escocia entre 1715 y 1745. La mayoría de estos se asentaron en lo que hoy es la costa atlántica.

### Migraciones a gran escala
Entre 1760 y 1860, millones de británicos emigraron. Antes de 1815 no se alentaba la emigración, pero la migración desde Escocia a las Provincias Marítimas constituyeron uno de los principales componentes del éxodo, y para 1815 los escoceses conformaban una de las tres etnias que se asentaban ahí. La mayoría de los emigrantes eran granjeros de habla gaélica no cualificados que se congregaron en comunidades aisladas. Este lugar les atraía por la oportunidad de continuar con su estilo de vida tradicional sin ser molestados.
Numerosos escoceses del Úlster, quienes primero se habían asentado en Nuevo Hampshire, migraron a Truro, Nueva Escocia, en 1761. En 1772 una nueva ola de gaélicos empezaron a llegar a la Isla Príncipe Eduardo, y en 1773 el barco Hector trajo 200 gaélicos más a Pictou, iniciándose así una nueva ola de emigración de Highlanders (escoceses) — el eslogan de la ciudad es "The Birthplace of New Scotland" (El nacimiento de Nueva Escocia). A fines del siglo XVIII la isla del Cabo Bretón se convirtió en centro de la colonización gaélica escocesa, donde solo se hablaba el gaélico escocés.
En 1783 realistas escoceses que habían huido de Estados Unidos llegaron al condado de Glengarry (al este de Ontario) y a Nueva Escocia. En 1803, Lord Thomas Douglas, V Conde de Selkirk, que parecía preocuparse por la situación de los granjeros desposeídos de las Tierras Altas de Escocia, se trajo consigo 800 colonos a la isla Príncipe Eduardo. En 1811 fundó la Colonia del Río Rojo, un proyecto para la colonización escocesa en un área 300.000 kilómetros cuadrados (120.000 millas cuadradas) de lo que después sería la provincia de Manitoba — tierra concedida por la Compañía de la Bahía de Hudson durante la Concesión Selkirk.
La isla del Príncipe Eduardo también recibió una gran influencia escocesa. Un colono notable de esta isla fue John MacDonald de Glenaladale, quien concibió la idea de enviar a gran escala gaélicos a Nueva Escocia. El apellido MacDonald aún sigue siendo predominante en la isla, que recibió numerosos colonos, en su mayoría católicos de las Tierras Altas, a fines del siglo XVIII. Otro grupo de gaélicos llegaron en 1803. Esta migración, principalmente de la isla de Skye, fue organizada por el conde de Selkirk.
Nuevo Brunswick se convirtió en el hogar de varios escoceses. En 1761 un regimiento de las Tierras Altas se guarneció en Fort Frederick. Las tierras circundantes examinadas por el capitán Bruce en 1762 atrajo a varios comerciantes escoceses cuando William Davidson of Caithness llegó a colonizarlas dos años después. El número de colonos creció cuando miles de realistas de origen escocés llegaron durante y después de la Guerra de Independencia de los Estados Unidos.

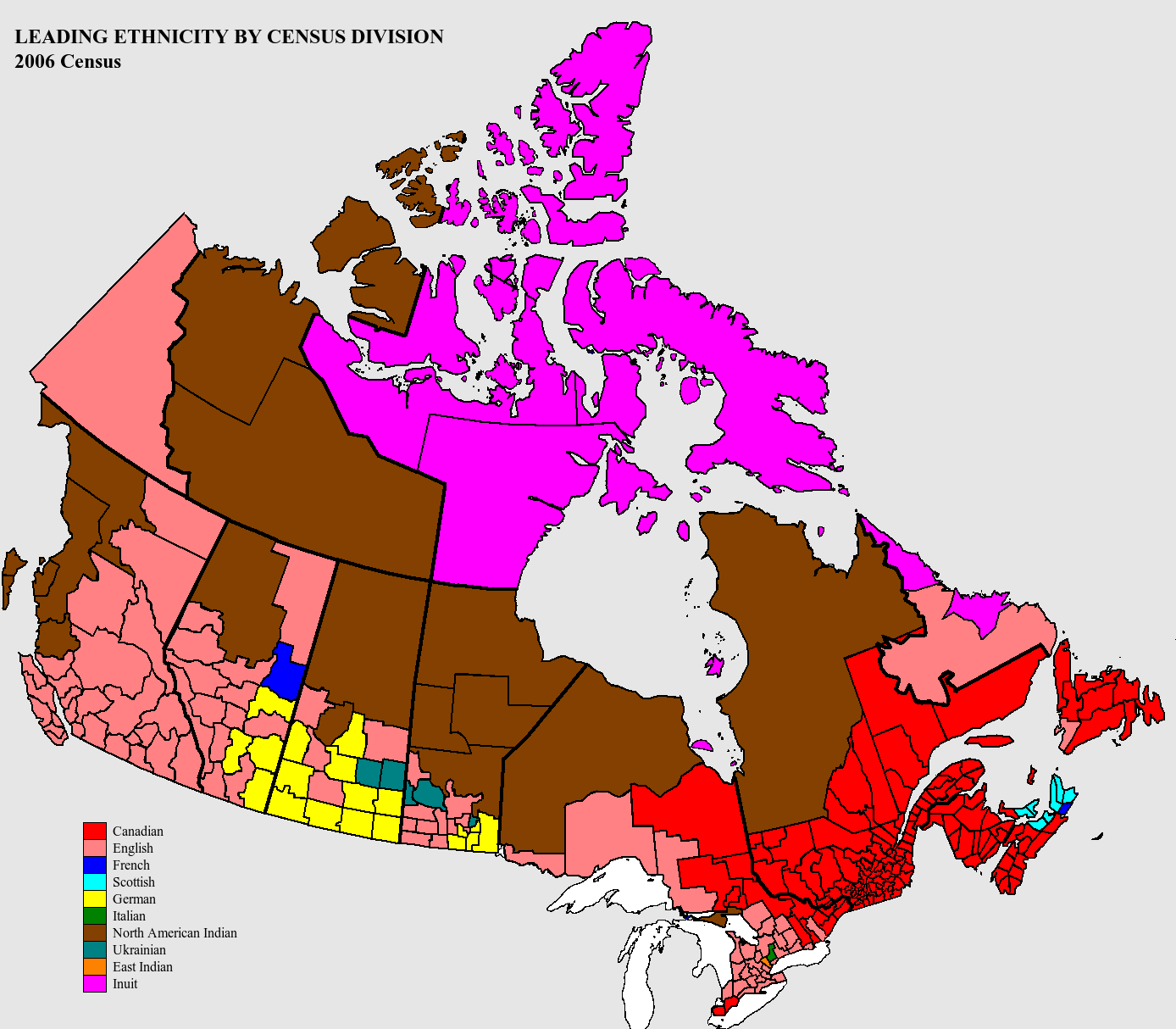
Los canadienses que se autoidentifican como escoceses son mayoría en partes de Nueva Escocia y la isla Príncipe Eduardo (áreas de color verde azulado).

Uno de los regimientos más famosos de Nuevo Brunswick y Canadá era "The King's First American Regiment", fundado en 1776. Compuesto en su mayoría por escoceses de las Tierras Altas, se distinguió cuando derrotaron a las fuerzas de Washington en la batalla de Brandywine. Cuando se disolvió después de la guerra, la mayoría de sus miembros se asentaron en Nuevo Brunswick. El influjo continuo de inmigrantes de Escocia y del Ulster hizo que para 1843 haya 30.000 escoceses en la provincia.
| Período       | Número de inmigrantes |
| ------------- | --------------------- |
| Antes de 1815 | 15 000                |
| 1815-1870     | 170 000               |
| 1870-1900     | 80 000                |
| 1900-1918     | 246 000               |
| 1919-1930     | 191 000               |
| 1931-1945     | 23 800                |
| 1946-1960     | 147 000               |
| 1961-1970     | 76 226                |
| Total         | 950 000               |

El gaélico canadiense, dialecto del gaélico escocés, era la lengua más hablada en muchas partes de la Canadá inglesa, como Nueva Escocia, Isla Príncipe Eduardo y el condado de Glengarry en Ontario. El gaélico era la tercera lengua más hablada en Canadá durante el siglo XIX.

## Factores de presión
El flujo constante de emigrantes de Escocia durante los siglos XVIII y XIX se debió a problemas políticos. Algunos buscaron asilo político luego de que los levantamientos jacobitas fracasasen en 1688, 1715 y 1745. La Gàidhealtachd era una región tradicionalmente católica, y muchos gaélicos llegaron a Canadá después de haber sido desalojados debido a sus creencias religiosas.
Los inmigrantes que llegaron después de 1759 eran principalmente agricultores de las Tierras Altas que habían sido forzados a abandonar sus crofts (tierras alquiladas) durante los desplazamientos forzados de las Tierras Altas y Tierras Bajas para dar paso al pastoreo de ovejas debido a la revolución agrícola británica. Sin embargo, estos desplazamientos no se dieron solamente en las Tierras Altas, sino también en otras zonas de Escocia e Inglaterra, provocando que los pobladores sean redistribuidos en otras tierras, si bien un pequeño porcentaje de estos optó por la emigración a Canadá y Australia.
Otros vinieron como resultado de la hambruna. En 1846, las cosechas de la papa fueron arruinadas por los mismos hongos responsables de la gran hambruna irlandesa, y la mayoría de los crofters (arrendatarios) de las Tierras Altas eran muy dependientes de las patatas como fuente de alimento. Se esperaba que los arrendatarios trabajaran en condiciones espantosas; y aunque algunos terratenientes trabajaron para disminuir los efectos del hambre en sus inquilinos, muchos simplemente recurrieron al desalojo. En particular John Gordon de Cluny, que se convirtió en el blanco de la crítica de la prensa cuando muchos de sus arrendatarios se fueron a vivir en las calles de Inverness. Gordon recurrió a la contratación de una flota de barcos y para transportar a sus arrendatarios de Las Hébridas a Canadá, donde fueron convenientemente abandonados a las autoridades canadienses. Algunos terratenientes más comprensivos proporcionaron más facilidades a sus arrendatarios para que tengan una vida mejor en el extranjero. La hambrunas continuaron en la década de 1850 y los programas de alivio del hambre, es decir, emigración, se convirtieron en operaciones semipermanentes. Durante los diez años siguientes a 1847, más de 16.000 arrendatarios de las Tierras Altas fueron enviados al extranjero en Canadá y Australia.

## Escoto-canadienses notables
- Sarah McLachlan (1968), cantante y compositora.
- Cory Monteith (1982–2013), actor.
- Alice Munro (1931–2024), escritora laureada con el Premio Nobel.
- Anne Murray (1945), cantante.
- Callum Keith Rennie (1960), actor.
- Donald Sutherland (1935), actor.
- Tate McRae (2003), cantante, compositora y bailarina.